# Melidectes ochromelas
Melidectes ochromelas là một loài chim trong họ Meliphagidae.